# Агынтай батыра
Агынтай батыра (до 2002 г. — Златогорка) — аул в Айыртауском районе Северо-Казахстанской области Казахстана. Входит в состав Арыкбалыкского сельского округа, расположен на левом берегу реки Иманбурлык, в 34 км к юге от районного центра — села Саумалколь и в 24 км к северу от центра сельского округа — аула Арыкбалык. Код КАТО — 593235300.
В 1973—1997 годах село было центральной усадьбой зернового совхоза «Златогорский», на базе которого было организовано ТОО «Агынтай батыр» и несколько крестьянских хозяйств.

## Население
В 1999 году население села составляло 1025 человека (477 мужчин и 334 женщины). По данным переписи 2009 года, в селе проживало 660 человек (538 мужчин и 326 женщин).